# Harwood Heights
Harwood Heights – wieś w Stanach Zjednoczonych, w stanie Illinois, w hrabstwie Cook.